# Guido di Graziano
Pour les articles homonymes, voir Graziano.
Guido di Graziano  est un peintre siennois et enlumineur documenté entre 1278 et 1362.

## Biographie
Guido di Graziano est probablement le père du peintre Meo actif à Pérouse au début du Trecento.
On ne doit pas le confondre avec Guido da Siena ni avec Guido di Ghezzo.

## Œuvres
- Une tavoletta di Biccherna, sa seule œuvre documentée datée 1278 : Don Guido, moine de San Galgano, camerlingue, no 9 de la collection des archives de l'État de Sienne (Archivio di Stato di Siena).

« HIC EST LIBER RELIGIOSI VIRI DOMINI GUIDONIS MONACHI SANCTI GALGANI CAMERARII COMUNIS SENESIS IN PRIMIS SEX MENSIBUS REGIMINIS VIRI NOBILI DOMINI ALBERICI SIMONIS PICCIOLI DE BOBONIA DEI GRATIA SENARUM POTESTATIS »

— Texte inscrit à gauche de l'illustration sur la tavoletta.
La moitié basse de la surface de la tablette est non peinte car là s'appliquait la sangle pour la fermeture de cet exemplaire.
Plusieurs enluminures lui sont attribuées :
- deux lettrines historiées, du manuscrit 33C, Museo dell'Opera Metropolitana del Duomo (Sienne)
- enluminures du Tractatus de Creatione Mundio, Bibliothèque communale de Sienne, ms H.VI.31
- un Christ en gloire, la Vierge et les apôtres dans un manuscrit de la bibliothèque communale de Cortone